# Color BASIC

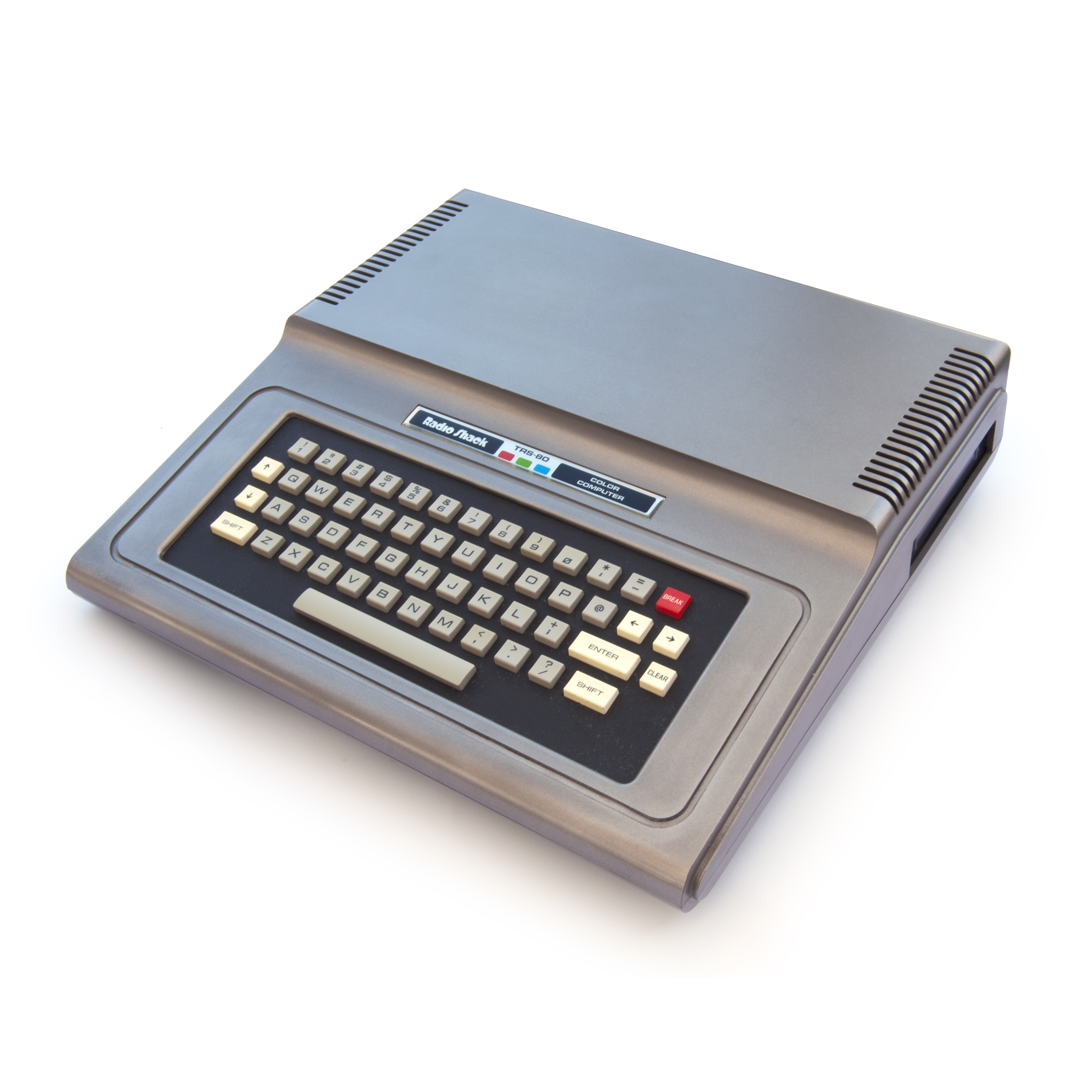
Tandy TRS-80 Color Computer

Color BASIC ist eine Version des Microsoft BASIC, dass integriert wurde in den ROM des Tandy/Radio Shack TRS-80 Color Computers („CoCos“), der zwischen 1980 und 1991 verkauft wurde und dem Tandy TRS-80 MC-10, der als preisgünstigere Variante des CoCOs 1984 auf den Markt kam, sowie dessen Klon, dem Matra Alice.
Color BASIC ist eine Interpreter-Sprache, die beim Start eines Programmes in Maschinensprache umgewandelt wird. Dadurch ist sie einfach zu schreiben, jedoch ist die Geschwindigkeit solcher Programme deutlich langsamer als Programme, die z. B. in C geschrieben werden.

## Hintergrund
Color BASIC 1.0 wurde erstmals im 4k TRS-80 Color Computer aus dem Jahr 1980 veröffentlicht. Das Basic brauchte 8k an ROM. 16k waren in diesem Computer als Erweiterung notwendig, um die Erweiterung des Color BASIC zu nutzen: Extended Color BASIC. („ECB“)